# Antonio Aguilar Correa

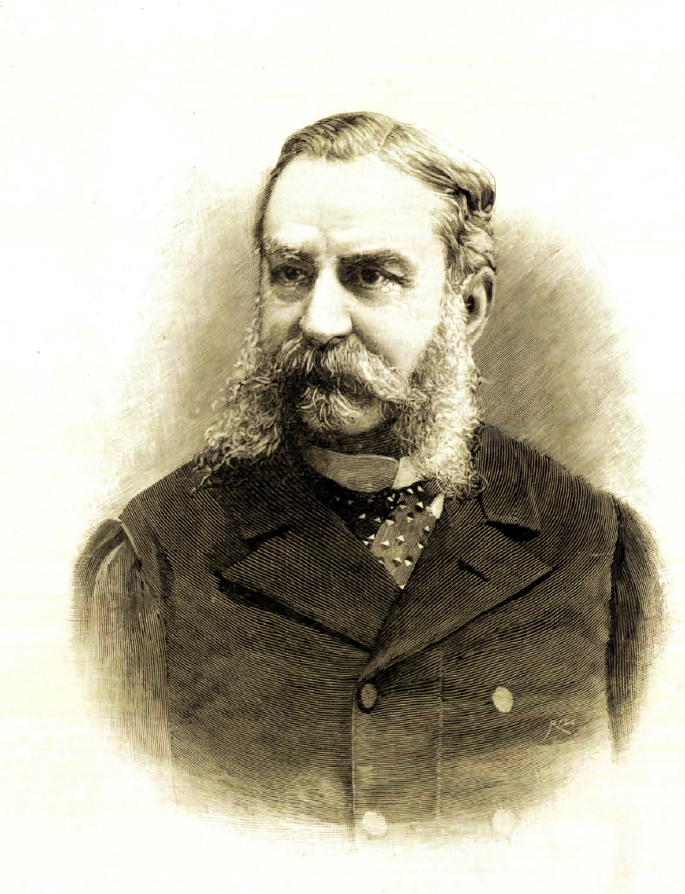
Antonio Aguilar Correa in 1892.

Antonio Aguilar y Correa, markgraaf de la Vega de Armijo (Madrid, 30 juni 1824 - 13 juni 1908) was een Spaans politicus en eerste minister.

## Levensloop

### Afgevaardigde en minister
Aguilar Correa werd in 1854 voor het eerst verkozen tot afgevaardigde in het Congres van Afgevaardigden. Hij bleef er zetelen tot in 1906.
In 1858 trad hij toe tot de door Leopoldo O'Donnell opgerichte Unión Liberal. Van 1861 tot en met 17 januari 1863 was hij in diens regering minister van Ontwikkeling. Vervolgens was hij van 17 januari tot en met 2 maart 1863 minister van Binnenlandse Zaken en van 21 juni 1865 tot en met 10 juli 1866 was hij nogmaals minister van Ontwikkeling. Bij zijn tweede ministerschap van Ontwikkeling werd op 28 maart 1866 het Nationaal Historische Archief.  
Nadat O'Donnell op 5 november 1867 overleed, sloot hij zich samen met de nieuwe partijvoorzitter van de Unión Liberal, Francisco Serrano y Domínguez aan tot de groep die de Spaanse Septemberrevolutie van 1868 voorbereidde. Bij de revolutie werd koningin Isabella II afgezet en kwamen er voor zes jaar revolutieregeringen.
Na het herstel van de monarchie en de kroning van koning Alfons XII, werd hij in 1874 ambassadeur in Parijs. Ook steunde hij Práxedes Mateo Sagasta toen die de Partido Progesista oprichtte, die later opging in de Liberale Partij. Toen Sagasta premier werd, benoemde hij Aguilar op 8 februari 1881 tot minister van Buitenlandse Zaken en bleef dit tot en met 13 oktober 1883. Van 12 juni 1888 tot en met 5 juli 1890 en van 11 december 1892 tot in april 1893 was hij nogmaals minister van Buitenlandse Zaken.

### Parlementsvoorzitter en eerste minister onder koningAlfons XIII
In april 1893 werd hij de voorzitter van het Congres van Afgevaardigden en bleef dit tot in mei 1896. Van april 1898 tot juni 1899 en van juni tot juli 1901 was hij dit nog tweemaal. In april 1902 volgde hij Segismundo Moret op als voorzitter van het Congres van Afgevaardigden en bleef dit tot in mei 1903. Van oktober 1905 tot januari 1906 was hij voor een vijfde maal parlementsvoorzitter.
Op 4 december 1906 benoemde koning Alfons XIII hem tot premier van Spanje opnieuw ter opvolging van Segismundo Moret. Na het afsluiten van de begrotingsplannen van 1907 nam hij op 25 januari 1907 alweer ontslag.

### Ereambten en onderscheidingen
Naast zijn politieke ambten had Aguilar Correa ook meerdere ereambten. Zo was hij van 19 mei 1866 tot aan zijn dood lid van de Real Academia de Ciencias Morales y Políticas en van 17 maart 1903 tot aan zijn dood was hij er de voorzitter van. Tevens werd hij op 26 februari 1892 toegelaten tot de Real Academia de la Historia.
Als erkenning van zijn politieke loopbaan werd hij onder andere onderscheiden met het grootkruis van de Portugese Orde van de Toren en het Zwaard. Tevens was hij ridder in de Orde van het Gulden Vlies.
- Biblioteca Nacional de España: XX1172188
- Catàleg d'autoritats de noms i títols de Catalunya: 981058507597706706
- International Standard Name Identifier: 0000 0003 7611 2044
- Système universitaire de documentation: 106863266
- Virtual International Authority File: 204892957